# 2015년 대만의 텔레비전 드라마 목록
다음은 2015년에 타이완의 텔레비전에서 방송되었던 드라마 프로그램을 나열한 목록이다.

## 작품 목록
- 《강철지심》
- 《군좌 정인》
- 《낙일》
- 《대대여태태》
- 《래자미래적사밀톡》
- 《마취풍폭》
- 《막비, 저취시애정》
- 《명일천청》
- 《사모적인》
- 《성좌애정모양녀》
- 《성좌애정사자녀》
- 《성좌애정구병녀》
- 《성좌애정쌍어녀》
- 《신세계》
- 《실거니적나일천》
- 《아직15분종》
- 《아적30정률: 서른의 법칙》
- 《애니몰조건》
- 《애상가문》
- 《와! 진이군》
- 《요리고교생》
- 《유일계승자》
- 《장부대적파파》
- 《진주인생》
- 《청견행복》
- 《초급대영웅》
- 《춘매》
- 《출경사무소》
- 《치, 제삼자》
- 《친가》
- 《칠개봉우》
- 《타간타적제2안》
- 《팔취여인》
- 《호상담연애》

## 같이 보기
- 타이완의 텔레비전 드라마 목록
- 2010년대 타이완의 텔레비전 드라마 목록